# 13753 Jennivirta
13753 Jennivirta là một tiểu hành tinh vành đai chính với chu kỳ quỹ đạo là 2060.5530135 ngày (5.64 năm).
Nó được phát hiện ngày 17 tháng 9 năm 1998.